# Tibor Takács
Tibor Takács är en ungersk kanotist.
Han tog bland annat VM-guld i C-4 1000 meter i samband med sprintvärldsmästerskapen i kanotsport 1993 i Köpenhamn.